# Podlesie (Podborze)
Podlesie – część wsi Podborze w Polsce, położona w województwie podkarpackim, w powiecie mieleckim, w gminie Radomyśl Wielki.
Dawniej samodzielna wieś i gmina jednostkowa.
W latach 1975–1998 miejscowość administracyjnie należała do województwa tarnowskiego.